# Coco Fusco
Juliana Emilia Fusco Miyares (Nueva York, 18 de junio de 1960), más conocida como Coco Fusco; es una artista interdisciplinaria, escritora y curadora cubanoestadounidense que vive y trabaja en Estados Unidos. Comenzó su carrera artística en 1988. Dentro de su obra, explora temas que se relacionan con la identidad, raza, género y poder a través del peformance. También realiza videos, instalaciones interactivas y escritura crítica.

## Biografía

### Primeros años y educación
Coco Fusco nació el 18 de junio de 1960 en Nueva York. Su madre era una exiliada que había huido de Cuba y comenzó a estudiar medicina en los Estados Unidos. En 1959 fue deportada. Se embarazó para poder reingresar a los Estados Unidos, y más tarde, cuando Fusco tenía semanas de nacida, la llevó a Cuba, donde pasaron varios meses hasta que pudieron recolectar todos sus documentos y regresar a Estados Unidos. Debido a la prohibición que impuso a Cuba sobre los exiliados para no regresar, Fusco no visitó el país natal de su madre hasta que tuvo alrededor de veinte años.
Realizó su licenciatura en semiología en la Universidad Brown en 1982. En la Universidad Stanford hizo una maestría en literatura y pensamiento moderno en 1985. Realizó su doctorado en Arte y Cultura Visual en la Universidad de Middlesex en 2005.

### Carrera artística
En 1985, Fusco conoció a un grupo de artistas cubanos que visitaban los Estados Unidos, entre ellos José Bedia. Comenzó a viajar a Cuba y a participar en la escena de las artes visuales del país, hasta que a mediados de la década de 1990 se retiró como resultado de los cambios políticos y culturales posteriores a la Guerra Fría en la isla.
Entre 1997 y 2000, Fusco realizó performances en Cuba, en la Bienal de La Habana, que eran un evento clandestino. Otros artistas cubanos le permitieron participar y le brindaron sus hogares. En esa época, la entrada de artistas exiliados estaba prohibida.
Fusco ha realizado performances y videos para festivales de arte en todo el mundo, como la 56a Bienal de Venecia, dos Bienales de Whitney (2008, 1993), el Festival Next Wave en BAM y Performa05. Fue merecedora del Premio Greenfield 2016 en Artes Visuales, una Beca Cintas 2014, una Beca Guggenheim 2013, un Premio Absolut Art Writing 2013, una Beca de Artistas de EE. UU. 2012 y un Premio Herb Alpert de las Artes 2003, así como subvenciones de la Fundación Rockefeller, la NEA y la NYFA.
En el año 2019, Fusco intentó ingresar a Cuba para participar en le Bienal de La Habana, pero le negado el acceso cuando llegó al Aeropuerto Internacional José Martí. Es considerada por las autoridades cubanas como "inadmisible".

Actualmente estoy sentada en el área de inmigración del Aeropuerto José Martí en La Habana. Me han negado la entrada a Cuba por segunda vez en el último año. Escuché que uno de los funcionarios de inmigración se refirió a mí como "inadmisible". No soy una planta viva, un queso, un narcótico o una publicación pornográfica, pero el acto de expresar opiniones críticas sobre las medidas represivas contra los artistas me convierte en una materia prohibida en Cuba.
Coco Fusco

## Obra
Gran parte de la práctica artística interdisciplinaria de Fusco ha estado relacionada con los temas de colonialismo, poder, raza, género e historia. Su exploración de estos temas ha culminado en representaciones escenificadas que se refieren a las experiencias encarnadas de estos fenómenos, en un esfuerzo por desentrañar sus significados. En sus piezas, su propio cuerpo no solo como el sitio de su fusión, sino también como su producto inmediato. Ella presenta y comunica esto a través de sus performances. En ellos, crea y adopta múltiples identidades para desestabilizar aquellas identidades que históricamente se han impuesto a los cuerpos a lo largo de líneas coloniales, raciales y de género. Fusco también se involucra con legados del exilio cubano en su trabajo, como en algunas de sus actuaciones anteriores, donde realiza rituales católicos y experiencias de dislocación.

### Two Undiscovered Amerindians Visit the West
En 1992, junto al artista de performance Guillermo Gómez-Peña, realizó la pieza llamada Two Undiscovered Amerindians Visit the West, en español Pareja en una jaula: dos amerindios no descubiertos visitan Occidente. En esta pieza se emulaba un gesto colonial de la conquista española en el siglo XV, al presentar aparentemente a dos nativos de una isla inexistente del Golfo de México, denominada Guatinaui. Los dos personajes se exhibían ante una audiencia en una jaula dorada durante tres días. Durante el acto performático, Gómez-Peña y Fusco realizaban actividades diversas, como lo señala Fusco:

Llevamos a cabo nuestras "tareas tradicionales", que iban desde coser muñecos de vudú y alzar pesas, hasta ver televisión y trabajar con una laptop. Una caja para donaciones frente a la jaula indicaba que, por una pequeña cuota, yo bailaría (música rap), Guillermo contaría historias de auténticos amerindios (en una lengua sin sentido), y que posaríamos para las polaroids con los visitantes.Dos"guardas del zoológico" estarían a mano para hablar con los visitantes (ya que nosotros no podíamos entenderlos), para llevarnos al baño amarrados con correa y alimentarnos con emparedados y frutas.
Coco Fusco

La obra se presentó en diferentes ciudades del mundo, así como espacios culturalmente significativos, como el Museo Australiano de Ciencias Naturales de Sídney; el Coven Garden en Londres; el Museo Nacional de Historia Natural Smithsonian y Buenos Aires. Fusco y Gómez-Peña eligieron estos países porque consideraban que estaban fuertemente implicados en abusos del colonialismo, incluso al exterminio.

Al montar su exhibición en lugares e instituciones históricas, ellos ubicaron la práctica deshumanizante en el corazón mismo de las estructuras más veneradas y legitimadoras de esas sociedades. La performance (entre muchas otras cosas) repetía el gesto colonial de producir el cuerpo "salvaje" e historizaba la práctica al iluminar su carácter citacional. Como en la corte española del siglo XV, los nativos fueron, una vez más, construidos como exóticos, como Otros mudos, y puestos para ser vistos. Además, la performance activó controversias actuales sobre qué muestran los museos y cómo. Desde sus inicios en el siglo XIX, los museos han hecho literal la teatralidad del colonialismo.
Diana Taylor

El Año del Oso Blanco a veces iba acompañado de una pieza de performance titulada New World (B) Order, que la crítica de arte de Chicago Reader, Carmela Rago llamó “el desenlace de la instalación del performance en el Field Museum; usando ironía y humor Gómez-Peña y Fusco nos permitieron contemplar el siguiente paso: ser parte de una cultura fronteriza mundial, reclamando nuestra humanidad y nuestros corazones.” Los artistas también trabajaron con la cineasta Paula Heredia para crear The Couple in the Cage: Guatianaui Odyssey, un documental que registra varias presentaciones del performance para El año del oso blanco, así como las reacciones de los espectadores al trabajo.
En 2012, para conmemorar los 20 años del performance, Fusco realizó una serie de grabados que se asemejan al estilo gráfico del siglo XIX, los cuales "representan mis memorias de ese performance que nunca fueron documentados en cámara."

### Otros performances
Better Yet When Dead (1997). Este performance muestra el "encierro social y el control de los cuerpos de las mujeres, y en algunos casos su encarcelamiento literal, e incluso la ejecución". Better Yet...fue represetado dos veces por Fusco, por primera vez en Canadá y después en Colombia; por varias horas cada día durante tres a cuatro días. En el performance, Fusco yacía silenciosamente en un ataúd, rodeada de rosas y satén, de tal manera que parecía un cadáver. Para lograr esto tenía que controlar cuidadosamente su respiración y movimientos.
Stuff (1996) fue una colaboración con la artista Nao Bustamante. En la obra analizaron satíricamente el globalismo y los estereotipos culturales, especialmente los relacionados con las mujeres y la alimentación. La pieza establece un vínculo entre las referencias históricas al canibalismo y las relaciones geopolíticas contemporáneas. Stuff fue comisionada por Highway Performance Space y el Instituto de Arte Contemporáneo de Londres, y se estrenó en la National Review of Live Art en Glasgow antes de realizar una gira internacional.
El Último Deseo (The Last Wish, 1997) fue una pieza presentada en Cuba en la Bienal de La Habana de 1997, la cual involucró a Fusco haciéndose pasar por muerta. En la performance, presentó una ceremonia de velación católica tradicional, en la que la artista se presentaba tendida en el piso de un salón, envuelta en una sábana blanca y rodeada de flores y velas. De igual manera que en Better Yet, Fusco permaneció inmóvil durante la actuación para desdibujar la línea entre la vida y la muerte. En el umbral de la habitación donde estaba acostada, se colocó un letrero con el nombre del título de la performance, que se refiere al "último deseo" incumplido de la propia abuela de Fusco, así como de muchos otros exiliados cubanos, de regresar a Cuba para ser enterrados.
En el 2000 presenta el performance El Evento Suspendido (The Postponed Event), durante su estancia en Cuba, en La Habana. En esta pieza continúa la exploración de la feminidad y la muerte. Al igual que en El Último Deseo, también se realizó como parte de una Bienal, pero esta vez tuvo lugar fuera de la galería El Espacio Aglutinador. A diferencia de las performances previas, Fusco no estaba representando a la muerte en sí, sino más bien el entierro. Se presentaba como una persona viva y animada, enterrada verticalmente hasta el pecho en el césped de la galería, encarnando el "exilio", medio enterrada en suelo cubano. Permaneció así durante tres horas, comenzando al atardecer y reescribiendo la misma carta una y otra vez, ofreciendo las copias a los observadores:

“Mis queridos, estoy escribiendo esta carta para decirles que estoy vivo. Durante muchos años temí que, si decía la verdad, sufrieras a manos de quienes enterraron a otra mujer en mi nombre. Ya no puedo soportar no poder decirte que existo. No ha pasado un día sin que te haya soñado. Afortunadamente puedo decir que me recuperé de la terrible experiencia que resultó en mi partida. Enviaré más noticias pronto. Con amor, C."
Esta carta está adaptada de otra de las obras de Fusco, una obra de un acto titulada The Incredible Disappearing Woman (2000).